# معاهده والینگفورد

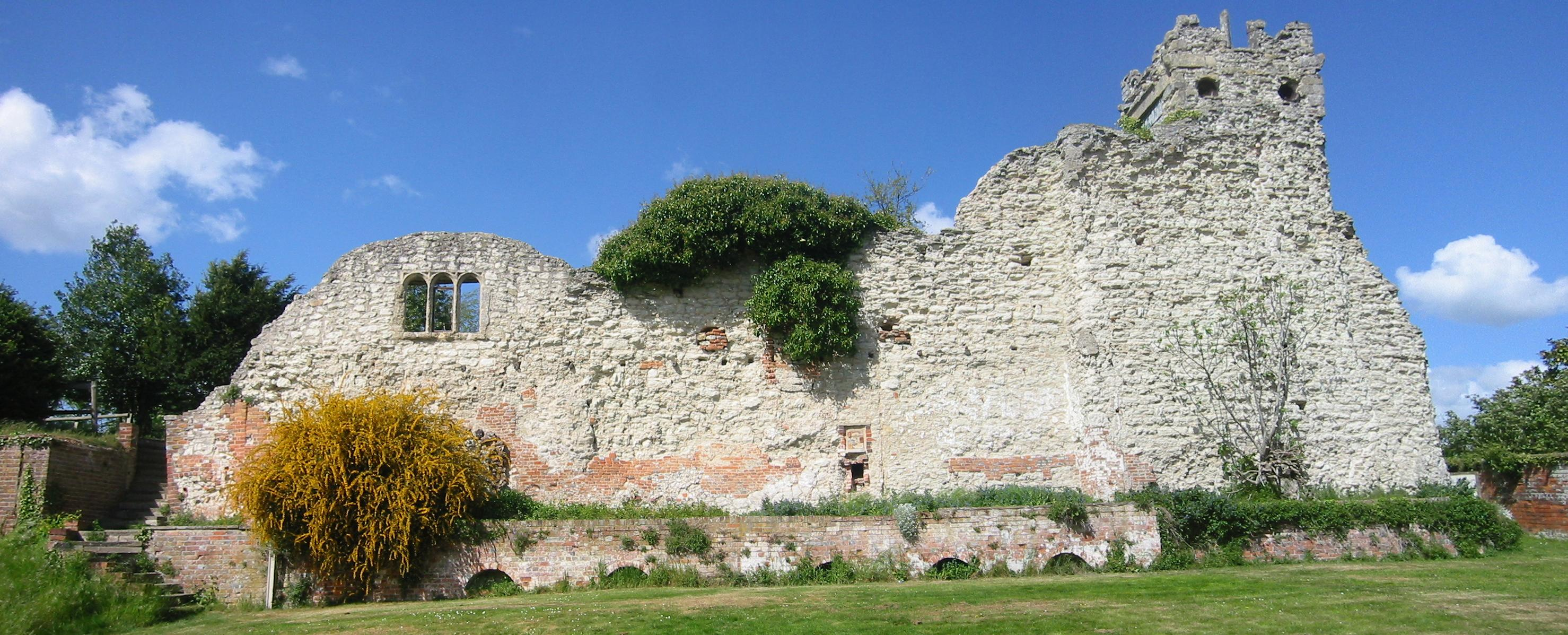
بازماندهٔ ویرانه قلعه والینگفورد، مکانی که عهدنامه والینگفورد در آن اجرایی گردید.

معاهده والینگفورد (انگلیسی: Treaty of Wallingford) یا معاهده وینچستر، توافقی بود که در تابستان ۱۱۵۳ میلادی در انگلستان به دست آمد. این معاهده، عملاً به جنگ داخلی مشهور به هرج‌و‌مرج که از سال ۱۱۳۵ تا ۱۱۵۴ به واسطهٔ اختلاف میان استیون، پادشاه انگلستان و امپراتریس ماتیلدا بر سر مقولهٔ تاج و تخت پادشاهی انگلستان رخ داده بود، خاتمه داد.